# Петровский проспект (Санкт-Петербург)
Петро́вский проспе́кт — проспект в историческом районе Мокруши Петроградского административного района Санкт-Петербурга (Петроградская сторона), главная магистраль Петровского острова. Проходит от реки Ждановки до Петровской площади. Западнее площади, расположенной на пересечении с улицей Савиной, Петровский проспект переходит в Петровскую косу. Соединён мостом Красного Курсанта со Ждановской набережной.

## История
Во второй половине XVIII века на Петровском острове был обустроен парк с регулярной планировкой. Две основные аллеи, одна вдоль острова, другая — поперёк, сходились к большой круглой площади, в центре которой стоял деревянный дворец. Продольная аллея продолжалась дорогой, шедшей вдоль всего острова.
В 1836 году дорога получила название Воскобели́льная улица по расположенному на ней «казенному восковому белильному заводу».
Современное название — Петровский проспект — известно с 1849 года. Оно дано по Петровскому острову. Одно время в состав Петровского проспекта входили улица Савиной и Петровская коса.

## Примечательные здания
- Дом № 1, литера КЛ, — завод минеральных красок братьев Ивана и Николая Ждановых (не позднее 1840-х гг.[3]);
- Дом № 3 — жилой дом (до 1917);
- Дом № 7 — промышленный комплекс;
- Дом № 9, литера А, — конторское здание пивоваренного завода «Бавария» (первая четверть XIX века)[4];
- Дом № 9, литера Н — солодовня пивоваренного завода «Бавария» (архитектор Л. А. Серк);  7801097000
- Дом № 13 — комплекс Дома ветеранов сцены;
- Дом № 18/7 — жилой дом 1928 года постройки;
- Дом № 20 — комплекс построек товарищества канатной фабрики И. Гота[5];  7831129000
  - дом 20, литера В — «Производственный корпус», 1898, архитектор Фёдор Нагель;
  - дом 20, литеры Р, Я — «Канатный корпус со складом», 1900, архитектор Г. Г. фон Голи[5];
  - дом 20, литера Ж — «Склад», 1872—1873, архитектор Р. Б. Бернгард[5];
  - дом 20, литера И1 — «Смоляной корпус», 1857, архитектор Р. Б. Бернгард[5][6];
- Дом № 20, корпус 3, — особняк В. И. Гота. Деревянный дом на высоком каменном подвале был построен в 1882—1883 годах по проекту архитекторов А. А. Риттера и В. И. Шауба[7]. После революции, когда фабрику со всеми постройками национализировали, дом бывших владельцев отдали под коммунальное жильё[8], в него заселили 70 человек. В 2019 прошёл капитальный ремонт здания, в ходе которого заменили кровлю, установили стеклопакетные окна, восстановили фасады. На тот момент в особняке оставалось 26 жильцов[9]. Весной 2020 года коммунальные квартиры расселили[10][11]  7831128000
- Дом № 20, корпуса 5, 7, 8 — жилые дома, построенные до 1917 года.
- Дом № 22 — административное здание 1927 года постройки;
- Дом № 26 — комплекс завода «Алмаз».

## Пересечения
С востока на запад (по увеличению нумерации домов) Петровский проспект пересекают следующие улицы:
- Ремесленная улица — пересечение;
- Петровская площадь — Петровский проспект примыкает к ней вместе с улицей Савиной и Петровской косой.

## Транспорт
Ближайшая к Петровскому проспекту станция метро — «Спортивная» (около 650 м по прямой от начала проспекта). До станции «Чкаловская» около 900 м по прямой от начала проспекта, до «Крестовского острова» около 1100 м по прямой от конца проспекта. Указанные станции расположены на 5-й (Фрунзенско-Приморской) линии.
На участке Петровского проспекта от Ремесленной улицы до улицы Савиной действует троллейбусное (маршрут № 7) и автобусное движение (маршруты № 14 и 227).
В 1933—1946 годах по участку Петровского проспекта от Ремесленной улицы до Петровской площади проходила трамвайная линия.